# 仁川駅 (仁川広域市)
仁川駅（インチョンえき）は、大韓民国仁川広域市中区北城洞1街にある、韓国鉄道公社（KORAIL）の駅。チャイナタウンという副駅名がある。
京仁線（首都圏電鉄1号線）と水仁・盆唐線の2路線が乗り入れており、両線の終点である。駅番号は京仁線が161、水仁・盆唐線がK272。

## 年表
- 1899年9月18日 - 京仁鉄道（当時）京仁線の駅として開業[1][2]。
- 1910年8月29日 - 韓国併合により設立された朝鮮総督府鉄道に組み込まれる。
- 1974年8月15日 - 首都圏電鉄1号線の運行を開始し、京仁線全線がこれに組み込まれる。
- 2005年1月1日 - 韓国鉄道庁が韓国鉄道公社に改称。
- 2015年4月1日   - 駅等級が2級から3級に格下げされる[3]。
- 2016年2月27日 - 水仁線が当駅まで開業、乗換駅になる[4]。
- 2020年9月12日 - 水仁線は盆唐線との直通運転に伴い、水仁・盆唐線となる。

## 駅構造

### 京仁線

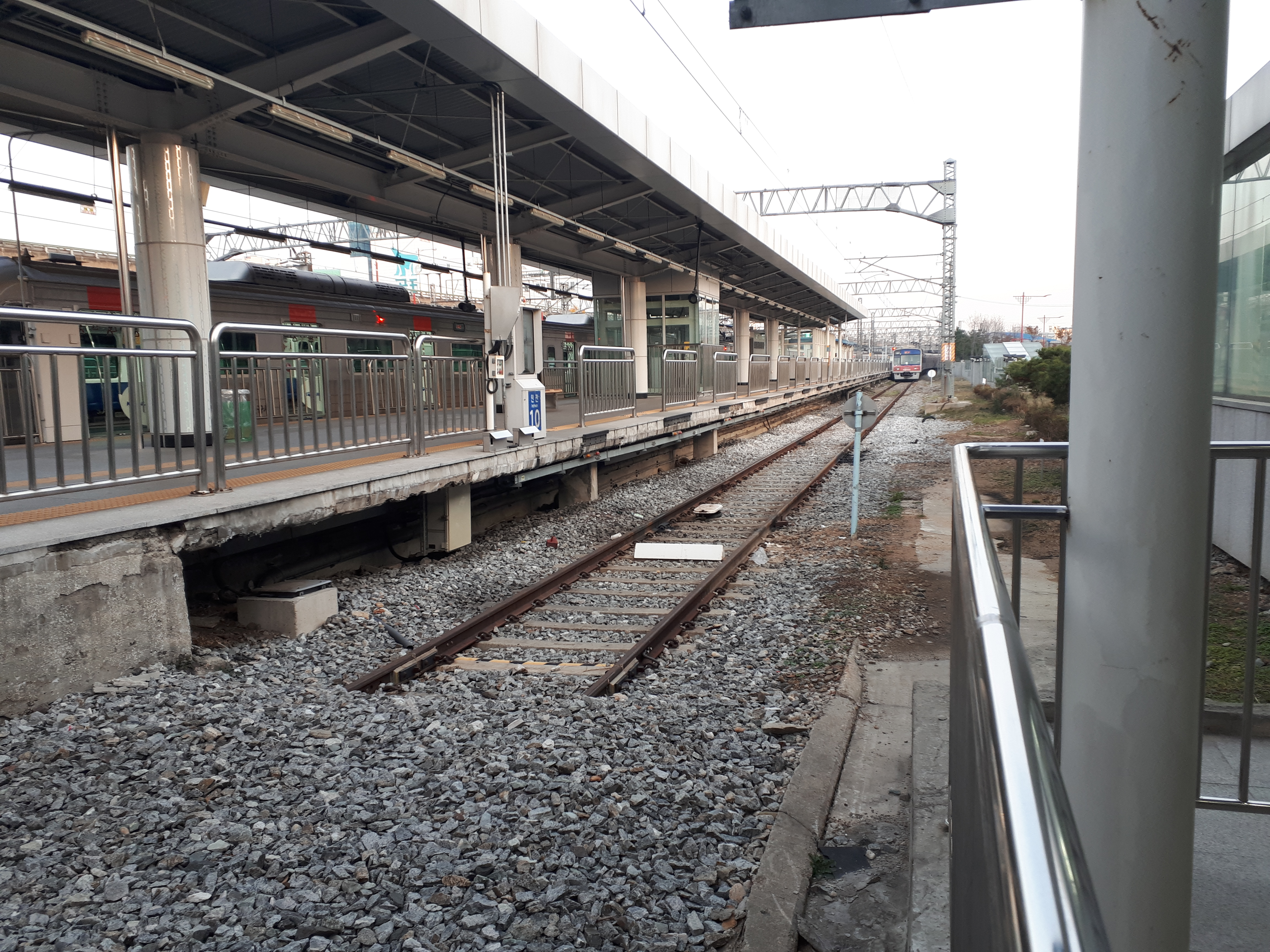
京仁線ホーム

頭端式ホーム（櫛形ホーム）2面3線を有する地上駅。この他にいくつかの貨物列車用の側線がある。3番線は臨時ホームである。ホームの一部はカーブ上に位置するため、電車との隙間が大きい箇所がある。
現在の駅舎は1960年に竣工されたもので、非常に狭く古くて利用者が不便ということで、仁川広域市では駅舎を2015年までに総合便宜施設化及び地下化する事業を進めており、再開発中である。
| 1 - 3 | 京仁線（首都圏電鉄1号線） | 富平・ソウル駅・逍遥山方面 |  |

### 水仁・盆唐線

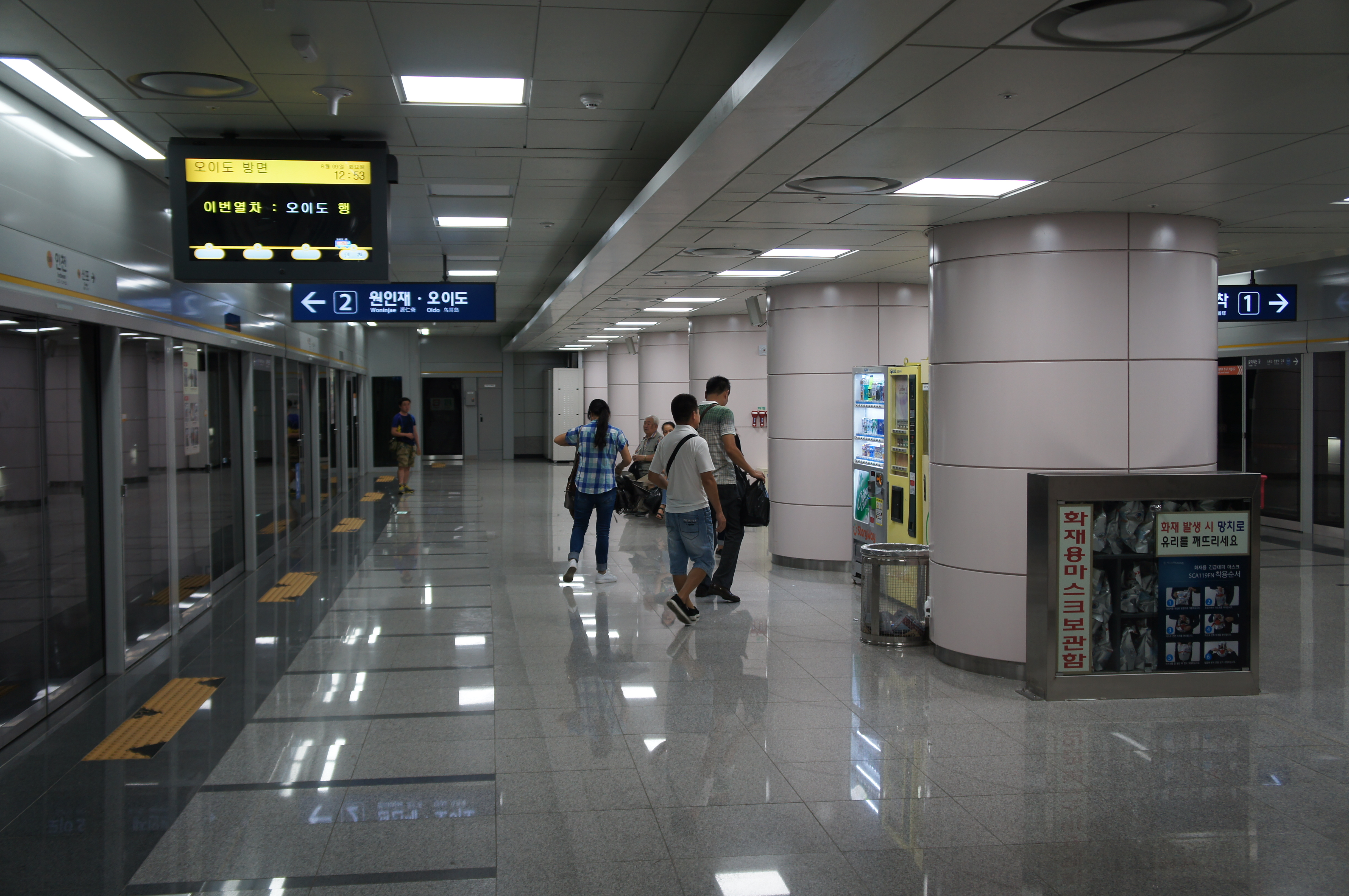
水仁・盆唐線 ホーム

島式ホーム1面2線の地下駅。ホームドアが設置されている。
将来的には京仁線のホームもこの地下に移転・拡張予定である。
| 1 | 水仁・盆唐線 | 降車専用ホーム           |
| 2 | 水仁・盆唐線 | 烏耳島・水原・往十里方面 |

## 利用状況
近年の一日平均利用人員推移は下記のとおり。
| 路線   | 乗車人員 | 乗車人員 | 乗車人員 | 乗車人員 | 乗車人員 | 乗車人員 | 乗車人員 | 乗車人員 | 乗車人員 | 乗車人員 | 乗車人員 | 乗車人員 | 乗車人員 | 乗車人員 | 乗車人員 | 注 釈 |
| 路線   | 2000年   | 2001年   | 2002年   | 2003年   | 2004年   | 2005年   | 2006年   | 2007年   | 2008年   | 2009年   | 2010年   | 2011年   | 2012年   | 2013年   | 2014年   | 注 釈 |
| ------ | -------- | -------- | -------- | -------- | -------- | -------- | -------- | -------- | -------- | -------- | -------- | -------- | -------- | -------- | -------- | ----- |
| 京仁線 | 6840人   | 6300人   | 6158人   | 6086人   | 4824人   | 4677人   | 4369人   | 4250人   | 4038人   | 3835人   | 3852人   | 3965人   | 3828人   | 3786人   | 4269人   | [ 5 ] |

## 駅周辺
工場等はあるが、商業施設等に関しては隣の東仁川駅周辺のほうが繁華街として発展している。
- 仁川中部警察署
- 仁川中部消防署（朝鮮語版）
- 京畿湾
- 月尾島
- 中区庁
- 仁川港
- 仁川中華街（駅の目の前）
- 月尾山（朝鮮語版）
- 仁川自由公園
- 月尾海列車月尾海駅[6]
- 月尾伝統公園（朝鮮語版）
- 仁川海事高等学校（朝鮮語版）
- 済物浦高等学校（朝鮮語版）
- 月尾島ポロロパーク(Wolmido Pororo Park)

## バス路線
| 座席バス | 306番       |
| 幹線バス | 28・15・2番 |

## 隣の駅
韓国鉄道公社
 京仁線（首都圏電鉄1号線）
緩行
東仁川駅 (160) - 仁川駅 (161)
 水仁・盆唐線
急行
仁荷大駅 (K269) -  仁川駅 (K272)
緩行
新浦駅 (K271) -  仁川駅 (K272)